# غليزا 229

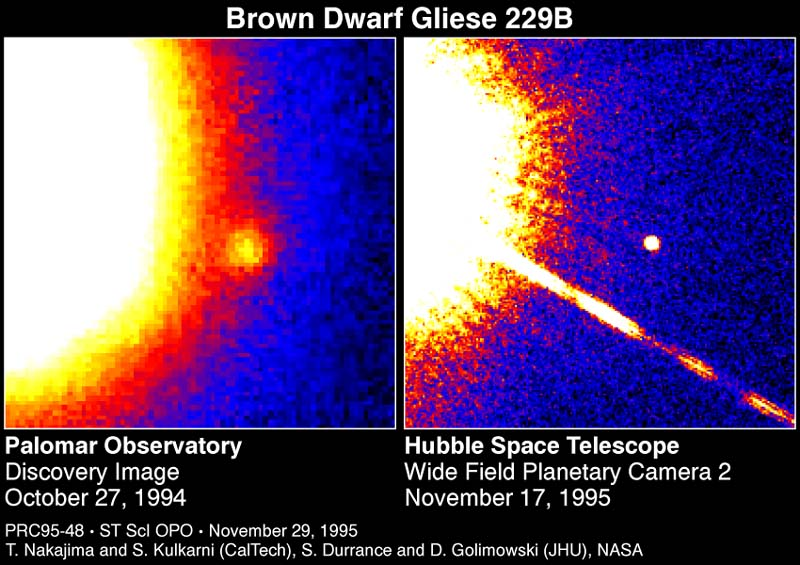
صورة غليزا 229 أ ، وتابعه غليزا 229 ب.

غليزا 229 (Gliese 229) نظام ثنائي يتكون من قزم أحمر ونجم بارد، أول قزم بني يكتشفه الفلكيون؛ يبعدان عنا نحو 19 سنة ضوئية. يرى في اتجاه كوكبة الأرنب. ومن المعروف أن القزم الأحمر نجم متوهج. صور «غليزا 229 أ» تبدي جرما مرافقا في عام 1994 ، وتأكد العلماء في عام 1995 أنه قزم بني (غليزا 229 ب) يدور حول النجم.
تبلغ كتلة غليزا 229أ نحو 58% من كتلة الشمس ويبلغ قطره نحو 69% من قطر الشمس. غليزا 229ب يعتبر صغيرا بحيث لا ينشأ فيه اندماج الهيدروجين كما يحدث لنجوم النسق الأساسي للنجوم - ولكن يمكن أن يحدث فيه اندماج الديوتيريوم حيث يحتاج هذا التفاعل إلى حرارة أقل. تبلغ كتلة غليزا ب نحو 70 مرة أكبر من المشتري (أي 07و0 كتلة شمسية. على الرغم من ذلك فلا يعتبر غليزا ب كوكبا.
القزم البني غليزا 229ب نشأت فيه حرارة داخلية كافية لبدء التحام الديوتيريوم حيث يدمج به بروتون ويكونان هيليوم-3 ؛ ولكن يبدوا من المشاهدة أن الديوتيروم به قد احترق وانتهى منذ وقت طويل
.
```
تبلغ درجة حرارة سطح غليزا 229ب نحو 950 
كلفن
.
[
9
]
```

من المعروف أن النجم غليزا 229 هو نجم متوهج منخفض النشاط ، مما يعني أنه يخضع لزيادات عشوائية في لمعانه بسبب النشاط المغناطيسي على السطح. يوضح الطيف خطوط انبعاث الكالسيوم في نطاقي H و K. تم الكشف عن انبعاث الأشعة السينية من هالة هذا النجم. قد يكون سبب ذلك هو تفاعل حلقات مغناطيسية مع غاز الغلاف الجوي الخارجي للنجم. لم يتم الكشف عن نشاط بقعة نجومية على نطاق واسع. [2]
مدار هذا النجم عبر مجرة درب التبانة له انحراف مركزي قدره 0.07 وميل مداري قدره 0.005.

مقارنة الأحجام ودرجة حرارة السطح (من اليسار إلى اليمين) : الشمس, و Gliese 229 A + B, و تيد 1 والمشتري.

| كوكب (التتابع بالنسبة للنجم) | إكتشف في عام | الكتلة (كتلة أرضية) | المحور الكبير للمدار المدار (وحدة فلكية) | زمن الدورة (يوم) | معامل تباعد مركزي |
| ---------------------------- | ------------ | ------------------- | ---------------------------------------- | ---------------- | ----------------- |
| Gliese 229 A c               | 2020         | 7,93                | 0,339                                    | 122,0 ± 0,4      | 0,29              |
| Gliese 229 A b               | 2014         | 10,02               | 0,896                                    | 523,2            | 0,17              |

## إنظر أيضاً
- تيد 1
- روس 154
- قزم بني
- قزم أحمر